# Harry Potter i Darovi smrti 2. dio (2011.)
Harry Potter i Darovi smrti – 2. dio (eng. Harry Potter and the Deathly Hallows – Part 2) je fantasy film iz 2011. godine koji je režirao David Yates, a distribuirao Warner Bros. Pictures. To je drugi od dva kinematografska dijela zasnovana na istoimenom romanu J. K. Rowling iz 2007. godine. Film, koji je osmi i posljednji u seriji o Harry Potteru, napisao je Steve Kloves, a producirali su ga David Heyman, David Barron i sama Rowling. Priča i dalje slijedi potragu Harry Pottera da pronađe i uništi Horkrukse lorda Voldemorta kako bi ga jednom zauvijek zaustavili.
U filmu se još jednom pojavljuju Daniel Radcliffe kao Harry Potter, uz Rupert Grinta i Emmu Watson kao Harryjevi najbolji prijatelji, Ron Weasley i Hermiona Granger. Glavno snimanje započelo je 19. veljače 2009., a dovršeno je 12. lipnja 2010., s ponovnim snimanjima u rosincu 2010., više od deset godina nakon što je počelo snimanje prvog filma u serijalu. Drugi dio objavljen je u kinima 2D, 3-D i IMAX širom svijeta od 13. do 15. srpnja 2011. i jedini je film o Harry Potteru koji je objavljen u 3-D. 
Film je postao komercijalni uspjeh i jedan od najbolje pregledanih filmova 2011, uz pohvale za glumu, Yatesovu režiju, glazbu, vizualne efekte, kinematografiju, akcijske sekvence i zadovoljavajući zaključak sage. Na blagajni je drugi dio posttigao svjetski rekord, zaradivši 483,2 milijuna dolara prvog vikenda, kao i postavljanje rekorda vikenda u različitim zemljama. Drugi dio prikupio je preko 1,3 milijarde dolara širom svijeta i postao je treći film s najvišom zaradom u to vrijeme, kao i film s najvišim bruto zaradom iz 2011. godine.
Film je bio je nominiran i osvojio nekoliko nagrada, uključujući tri nominacije na dodjeli nagrada Akademije za najbolju umjetničku režiju, najbolju šminku i najbolje vizualne efekte.

## Radnja
Za više informacija vidi: Harry Potter i Darovi smrti
Nakon što je zakopao Dobbyja u vrtu Školjke, Harry Potter uvjerava Griphooka da im pomogne ući u trezor Lestrangeovih u Gringottsu, jer vjeruju da se tamo nalazi jedan horkruks, u zamjenu za mač Godrica Gryffindora. U međuvremenu, Ollivander, majstor štapića, upozorava Harryja da mu nema spasa ako je Voldemort zaista došao do Bazgova štapića (Elder wand). Stižu u Gringotts, gdje je Hermiona, uz pomoć Višesokovnog napitka (Polyjuice Potion), prerušena u Bellatrix, Ronu je promijenjen izgled, a Harry i Griphook su pod Plaštem nevidljivosti. Uz pomoć kletve Imperius, dolaze do vlakića koji vozi do trezora, no kad im se otkrije identitet, zaštitari Gringottsa ih napadaju. Dospiju do trezora Lestrangeovih, i pronađu horkruks, pehar Helge Hufflepuff, ali ih Griphook izda, uzima mač i bježi. Harry uzima horkruks, i trio bježi na zatočenom zmaju kojeg oslobode iz banke. Dok plivaju na obalu jezera, nakon skakanja sa zmaja, Harry dobije viziju kako Voldemort saznaje da je horkruks ukraden. Harry osjeti Voldemortov bijes i strah dok ubija gobline, uključujući Griphooka. Harry vidi kako je sljedeći horkruks povezan s Rowenom Ravenclaw, i kako se nalazi u Hogwartsu.
Trojka se aparatira u Hogsmeade u nadi da će se uspjeti ušuljati u školu, no čarolija dernjave upozorava Smrtonoše da je trio stigao. Spašava ih Aberforth Dumbledore, Albusov brat, kojeg je Harry viđao kroz slomljeno Siriusovo ogledalo. On im pokaže tajni prolaz u Hogwarts, u kojem ih dočeka Neville. Skupina dolazi u Sobu potrebe gdje se Dumbledoreova Armija okupila u pokretu otpora protiv Snapeova režima. Kao ravnatelj, Snape je Hogwarts pretvorio u beživotni zatvor. Harry se suočava s njim pred cijelom školom, i izaziva ga da kaže cijeloj školi kako je ubio Albusa Dumbledorea. Snape vadi štapić, no Minerva McGonagall se krene boriti s njim, pa Snape bježi svom gospodaru. U međuvremenu, Voldemort je s vojskom Smrtonoša okružio Hogwarts.
McGonagall i drugi profesori dočaraju štit oko Hogwartsa kako bi zaštitili školu od napada. Hermiona i Ron odlaze u Odaju tajni, po baziliskov zub, koji može uništiti horkrukse, unište pehar, i odjednom se poljube. Harry, uz pomoć Sive Dame, duha Ravenclawske kule, koja je zapravo kći Rowene Ravenclaw, Helena, otkrije kako je Voldemort sakrio Rowenclawinu dijademu u Sobu potrebe. Harry odlazi tamo, no susreće Malfoya, Goylea i Zabinija. Kad Goyle dočara nezaustavljivu vatru (i umre pod njom), Harry, Ron i Hermiona bježe na metlama koje su našli u Sobi dok spašavaju Malfoya i Zabinija. Uspiju izaći, i baziliskovim zubom unište dijademu. Voldemort Bazgovim štapićem uništi štit oko Hogwartsa.
Voldemort pozove Snapea u kućicu s brodovima, gdje mu govori kako Bazgov štapić nije uistinu njegov jer mu on nije gospodar; Snape jest, jer je on ubio Dumbledorea, prijašnjeg gospodara. Voldemort napada Snapea, a zatim naređuje Nagini da ga ubije.
U međuvremenu, Harry ulazi u Voldemortov um kako bi vidio gdje je, jer je s njim i zadnji horkruks, zmija Nagini. Harry, Ron i Hermiona svjedoče Snapeovoj sudbini, pa, kad se Voldemort dezaparatira, odu do Snapea, koji Harryju da svoja sjećanja u obliku suza. Snapeove zadnje riječi Harryju su "Imaš majčine oči", prije no što umre.
Voldemort naredi svojim snagama da se povuku, kako bi borci u Hogwartsu mogli dostojanstveno pokopati mrtve. Zatim kaže Harryju da mu se preda u Zabranjenoj šumi (Forbiden Forest), ili će pobiti svakoga tko mu stane na put.
Harry, Ron, i Hermiona se vrate u dvorac i saznaju da su Lupin, Tonks, i Fred mrtvi. Harry ide u ravnateljev ured, gdje uz pomoć Sita sjećanja gleda Snapeova sjećanja: ona otkrivaju da je Snape bio odan Dumbledoreu, a motiviran svojom dugogodišnjom ljubavi prema Lily Potter, Harryjevoj majci. Dumbledore, koji je osuđen na smrt otkad je na njega djelovala kletva s Gauntovog prstena, horkruksa, naređuje Snapeu da ga ubije, ako se to pokaže potrebnim, kako bi poštedio Draca izvršavanja zadatka kojeg mu je namijenio Voldemort[HP7]. Upravo je Snape poslao patronusa koji je odveo Harryja do Gryffindorovog mača. Sjećanja također otkrivaju da je i sam Harry horkruks; Voldemort ne može umrijeti dok je Harry živ.
Prepustivši se svojoj sudbini, Harry odlazi u Zabranjenu šumu gdje ga Voldemort čeka. Otvara zvrčku (riječima ”Spreman sam umrijeti”) i u njoj otkriva Kamen uskrsnuća te priziva duhove svojih roditelja, Siriusa Blacka i Remusa Lupina, koji mu pružaju utjehu te ga prate do mjesta gdje se nalazi Voldemort. Harry zatim dopušta Voldemortu da na njega baci kletvu Avada Kedavra. Budi se dvojeći je li živ ili mrtav. Pojavljuje se Albus Dumbledore i objašnjava da, baš kao što Voldemort ne može umrijeti dok komadić njegove duše prebiva u Harryju, Harry ne može biti ubijen dok njegova krv teče Voldemortovim žilama. Voldemort je sad ubio komadić svoje duše u Harryju, li ne i Harryja. Harry dobiva mogućnost izbora da "krene dalje" ili da se vrati među žive. Harry se odlučuje vratiti u Zabranjenu šumu.
Voldemort u međuvremenu šalje Narcissu Malfoy da provjeri je li Harry živ. Kada dođe do njega, ona shvaća da je živ, pa ga zakloni kosom i upita je li Draco još živ. Harry joj šapne da je, a ona ga proglasi mrtvim.
Voldemort vjeruje kako je Harry mrtav, te natjera Hagrida da ga nosi. Donose ga pred Hogwarts kao trofej Voldemortove vojske. Voldemort zadirkuje okupljene, i traži da mu se pridruže ili umru. Draco odlazi na njegovu stranu, te ga Voldemort prima među svoje. Neville tad ima dirljiv govor koji diže samopouzdanje borcima, te izvuče Gryffindorov mač iz Razredbenog klobuka. Harry otkrije da je živ, i baca kletve na okupljene Smrtonoše. Mnogi Smrtonoše bježe, uključujući Malfoyeve. Bitka se nastavlja u dvorcu, gdje Molly Weasley baca kletvu na Bellatrix Lestrange, nakon što ova zamalo ubije Ginny, i ubija ju. Hermiona i Ron pokušavaju ubiti zadnji horkruks, zmiju Nagini, no ne uspijevaju. Dok se zmija sprema ugristi ih, Neville joj odsjeca glavu Gryffindorovim mačem.
Harry i Voldemort se suočavaju, Harry znajući da Voldemort nije pravi vlasnik Bazgovog štapića. Kad je Draco Malfoy razoružao Dumbledorea na vrhu Astronomske kule, nehotice je osvojio odanost štapića; kad je Harry kasnije razoružavanjem došao do Dracovog čarobnog štapića, on je postao njegov novi gospodar. Voldemort baca kletvu Avada Kedavra, a Harry istovremeno baca čaroliju Expelliarmus, ali štiteći svog pravog gospodara, Bazgov štapić odbija Voldemortovu kletvu te ga pritom ubija. Nakon bitke, Harry slama Bazgov štapić jer vjeruje da je preopasan u neopreznim rukama.
19 godina poslije, Harry i Ginny su roditelji i vode djecu na peron 9 i 3/4. Albus Severus Potter, jedno od troje djece, se boji biti svrstan u Slytherinskom domu, no Harry ga ohrabljuje, govoreći kako ne nosi samo imena dvoje bivših ravnatelja Hogwartsa nego da je jedan od njih također bio Slytherin i najhrabrija osoba koju je upoznao. Potteri se sretnu s Ronom i Hermionom (koji su vjenčani), i promatraju dok Hogwarts Express odlazi.

## Glumačka postava
- Daniel Radcliffe kao Harry Potter, glavni junak priče ćija je sudbina suoćiti se s Voldemortom
- Rupert Grint kao Ron Weasley, jedan od Harryjevih najboljih prijatelja.
- Emma Watson kao Hermiona Granger, Harryjeva najbolja prijateljica.
- Helena Bonham Carter kao Bellatrix Lestrange, odani smrtonoša, sestrična i ubojica Sirius Blacka.
- Robbie Coltrane kao Rubeus Hagrid, Harryjev prijatelj polu-div i bivši član osoblja Hogwartsa.
- Warwick Davis kao Filius Flitwick, majstor Čari i predstojnik doma Ravenclaw u Hogwartsu; i Griphook, goblin i bivši zaposlenik u Gringotts banci.
- Ralph Fiennes kao Lord Voldemort, iskrivljeni, zli, moćni tamni čarobnjak, te osnivač i vrhovni vođa smrtonoša.
- Michael Gambon kao Albus Dumbledore, pokojni ravnatelj Hogwartsa
- John Hurt kao gospodin Ollivander, proizvođač čarobnih štapića kojeg su oteli smrtonoše.
- Jason Isaacs kao Lucius Malfoy, otac Draco Malfoyja i osramoćeni smrtonoša.
- Gary Oldman kao Sirius Black, Harryjev pokojni kum.
- Alan Rickman kao Severus Snape, bivši predstavnik doma Slytherena, bivši učitelj Napitaka i Odbrane od mračnih sila i novi ravnatelj Hogwartsa.
- Maggie Smith kao Minerva McGonagall, učiteljica Preobrazbe i predstojnica doma Gryffindor u Hogwartsu.
- David Thewlis kao Remus Lupin, pripadnik Reda feniksa i bivši učitelj Obrane od mračnih sila u Hogwartsu.
- Julie Walters kao Molly Weasley, matrijarh Weasleyjevih

### Odabir glumaca
Joshua Herdman je 9. kolovoza proglasio da se Jamie Waylett neće vratiti kao Vincent Crabbe u Darovima smrti. Waylettov lik će biti ispisan iz scenarija, a njegove će obaveze preuzeti Herdmanov lik. Umjesto Crabbea s Malfoyem i Goyleom će biti Blasie Zabini.
Bilo je glasina da se Emma Thompson neće vratiti kao prof. Trelawney, jer je radila na nastavku filma Nanny McPhee.
Jason Isaacs je razmišljao o tome treba li se vratiti, jer se brinuo da Lucius Malfoy neće imati veliku ulogu zbog zatvora u prošloj priči. Kada se sreo s Rowling na večeri, pao je na koljena i rekao: "'Izvuci me iz zatvora, preklinjem te.' [Rowling] je pogledala preko ramena i natrag, te rekla 'Vani si. Prvo poglavlje.' I to je bilo to, samo sam to trebao znati i odmah sam se prijavio za snimanje."
Redatelj David Yates je proglasio da za zadnju scenu u filmu, koja se odvija 19 godina kasnije nakon glavne priče, neće biti zaposleni stariji glumci kako bi glumili starije glavne likove, već će specijalni efekti poslužiti kako bi se likovi prikazali kao odrasli.

## Produkcija
Drugi dio snimljen je zajedno s Harry Potter i Darovi smrti – 1. dio od 19. veljače 2009. do 12. lipnja 2010., s snimanjem za epilog koji se odvijao u Leavesden Film Studios 21. prosinca 2010. Redatelj David Yates, koji je snimao film s direktorom fotografije Eduardom Serrom, opisao je 2. dio kao "operni, šareni i fantasy-orijentirani”, te "veliku operu s ogromnim bitkama." 
Izvorno postavljena za jedno kazališno izdanje, ideju o podjeli knjige na dva dijela predložio je izvršni producent Lionel Wigram zbog, što je David Heyman nazvao, "kreativnog imperativa". Heyman je u početku negativno odgovorio na ideju, ali Wigram je pitao: "Ne, David. Kako ćemo to učiniti?". Nakon što je knjigu pročitao i razgovarao sa scenaristom Steveom Klovesom, složio se s podjelom.

### Setovi
U intervjuu za Architectural Digest, dizajner produkcije Stuart Craig govorio je o stvaranju setova za banku Gringotts, te rekao "naša je bankarska dvorana, kao i svaka druga, napravljena od mramora i velikih mramornih stupova. To ima veliku moć. Činjenica da su goblini bankari i na šalteru pomaže tom osjećaju veličine i čvrstoće i velikih razmjera. To je bio dio zabave seta: preuveličali smo veličinu toga, preuveličali smo težinu, a čak smo i pretjerali u sjaju mramora." O množenju blaga u jednom od trezora banke, napomenuo je: "Napravili smo doslovno tisuće komada za to i metalizirari ih da budu sjajno zlato i srebro. John Richardson, nadzornik specijalnih efekata, napravio je pod koji je bio sposoban dizati se na različitim razinama, tako da je na njemu došlo do fizičkog natezanja blaga."
Craig je govorio u časopisu Art Insights o Bitci za Hogwarts, rekavši da je "veliki izazov uništenje Hogwartsa. Sunce se izdiže iza dima ... masivni ostaci uništenih zidova, predsoblja, ulaza u veliku dvoranu, dio krova Velike dvorane potpuno je nestao, pa da. Veliki izazov i zaista ugodan – možda je to pomoglo meni i momcima iz umjetničkog odjela na neki način da se pripremimo za kraj... srušili smo ga prije nego što je potpuno uništen." Na pitanje o prizoru na King's Cross pred kraj filma, Craig je rekao: "Eksperimentirali smo puno, sasvim iskreno. Mislim, bio je to prilično dugotrajan proces, ali eksperimentirali smo s osjećajem da je izgorio vrlo intenzivno od bijele boje – tako da smo eksperimentirali s nedefiniranim podovima, eksperimentirali smo s različitim vrstama bijele boje koja je prekrivala sve: bijelu boju, bijelu tkaninu, a snimatelj je sudjelovao u tome koliko da to osvijetlimo, a napravljen je i niz testova fotoaparata, te smo došli ondje, ali s puno priprema i istraživanja.“

### Vizualni efekti
Tim Burke, supervizor za vizualne efekte, rekao je: "Bio je to tako veliki posao postaviti Bitku za Hogwarts. Morali smo to učiniti u različitim fazama produkcije. Imali smo snimke složenih povezujućih poteza kamera od širokog pregleda, do leta u prozore i unutrašnjim prostorima. Krenuli smo krajem 2008. godine i počeli digitalno graditi školu s Double Negative." Nastavio je da kaže: “Bile su potrebne dvije godine – iznošenje rendera, tekstura svake strane zgrade, izrada interijera za gledanje kroz prozore, izgradnja uništene verzije škole. Možemo dizajnirati kadrove uz znanje da imamo sjajnu digitalnu minijaturu s kojom možemo učiniti bilo što. S praktičnim Hogwartsom mi bismo ga snimili prošlog ljeta i bili vezani na to. Umjesto toga, dok David Yates utvrdi protok i strukturu, u stanju smo nositi se s novim pojmovima i idejama."
Što se tiče kvalitete 3D filma, Burke je za Los Angeles Times rekao: "Mislim da je to zapravo dobro. Mislim da će ljudi biti jako zadovoljni. Znam da su svi danas pomalo nervozni i skeptični prema 3D-u, ali djelo je napravljeno vrlo, vrlo dobro. Napravili smo preko 200 snimaka u 3D-u i u vizualnim efektima, jer toliko toga je CG, pa su rezultati vrlo, vrlo dobri. Mislim da će svi biti zapravo jako impresionirani." Producent David Heyman govorio je za SFX magazin o 3D pretvorbi rekavši da "način na koji se David Yates približava 3D je da pokušava pristupiti sa stajališta lika i priče. Pokušavajući upotrijebiti osjećaj izoliranosti, odvojenosti koji ponekad 3D daje, omogućuje vam da to pojačate u odgovarajućim trenucima. Dakle, tome pristupamo na način pripovijedanja."
Godine 2012. vizualni efekti u filmu nominirani su za Oscara. Film je osvojio i nagradu BAFTA za najbolje posebne vizualne efekte na 65. dodjeli nagrada BAFTA 2012. godine

### Glazba
Potvrđeno je da se skladatelj 1. dijela, Alexandre Desplat, trebao vratiti 2. dijelu. U intervjuu za magazin Film Music, Desplat je izjavio da je postizanje dijela 2 "veliki izazov" i da je pred njim "puno očekivanja koje treba ispuniti i mnogo posla". U odvojenom intervjuu Desplat je također napomenuo da će teme Johna Williamsa biti prisutne u filmu "mnogo više nego u prvom dijelu." 

## Kritike
Na internetskoj stranici Rotten Tomatoes film ima ocjenu odobravanja 96% na temelju 329 recenzija, s prosječnom ocjenom 8,34/10. Kritični konsenzus stranice glasi: "Uzbudljivo, snažno odglumljeno i vizualno zasljepljujuće, Darovi smrti 2. Dio donosi franšizu Harryja Pottera do zadovoljavajućeg – i prikladno čarobnog zaključka. " Film je postigao prosjek 85 od 100, utemeljen na 41 kritičara, što ukazuje na "opće priznanje". Film je dobio ocjenu 93 od profesionalnih kritičara u Udruženju kritičara; to je od organizacije najviše ocjen film o Harry Potteru. Na CinemaScore publika je filmu dodala prosječnu ocjenu "A" na ljestvici od A do F. 
Philip Womack u The Daily Telegraph komentirao je: "Ovo je monumentalno kino, prepun raskošnih tonova i nosi konačnu poruku koja će odjekivati sa svakim gledateljem, mladim ili starim: tama je u svima nama, ali možemo je nadvladati." Dalje je izrazio da David Yates "pretvara [knjigu] u istinski zastrašujući spektakl." Još je jedna recenzija objavljena istog dana od Evening Standard koji je film ocijenio 4 od 5 i izjavio "Milioni djece, roditelja, a oni koji bi trebali znati bolje ne trebaju se podsjećati što je Horkruks – a redatelj David Yates ih ne iznevjeri. U stvari, na neki način pomaže u nadoknađivanju nedostataka konačne knjige." Daily Express napomenuo je da film prikazuje "zastrašujući obračun koji se lako možw mjeriti s Gospodarom prstenova ili Ratovi zvijezda u smislu dramatične i pamtljive bitke između dobra i zla." 
Roger Ebert iz Chicago Sun-Times dao je filmu tri i pol od četiri zvijezde i rekao: "Finale izaziva dovoljno strahopoštovanja i svečanosti da bi poslužilo kao prikladno finale i dramatičan kontrast svjetloj (relativnoj) nevinosti Harry Pottera i kamena mudraca prije svih onih čarobnih godina.” Mark Kermode iz BBC-a rekao je da je film "prilično čvrsta i ambiciozna adaptacija vrlo složene knjige ", ali kritizirao je postkonvertirani 3D. Christy Lemire iz Associated Press dala je filmu tri i pol od četiri zvijezde i rekla "Dok Darovi smrti: 2. dio nudi dugo obećane odgovore, također se usuđuje postaviti neka vječna pitanja, te će ostat s vama nakon što se posljednje poglavlje se zatvorilo." Richard Roeper, također iz Chicago Sun-Times, dao je filmu ocjenu A + i rekao da je "ovo majstorski i dostojno završno poglavlje u jednoj od najboljih franšiza ikad postavljenih na film."
U jednoj od rijetkih negativnih recenzija, Brian Gibson iz Vue Weekly opisao je film kao "smrtonosno dosadan" i "vizualnu prekomjernost". Druge kritike kritizirale su odluku da se roman podijeli u dva filmska dijela, a Ben Mortimer iz Daily Telegraph napisao je "Darovi smrti – 2. dio nije film. To je POLA filma ... film će se osjećati pomalo bez emocija." Ostali kritičari pisali su o trajanju filma; Alonso Duralde iz The Wrap rekao je: "Ako postoji jedna bitna mana filma, to je da se ta kavalkada ljudi i mjesta i predmeta jedva može uklopiti u 130-minutno trčanje."  Rebecca Gillie iz Oxford Student dala je filmu dva od pet zvijezda i napisala "na kraju [filma] ne postoji ništa što ostane s tobom nakon što napustiš kino." 

## Vanjske poveznice
- Stranica filma na IMDb-u
- Stranica filma na RottenTomatoes
- 1. i 2. službeni foršpani filma na YouTubeu